# Pesca miracolosa (Raffaello)

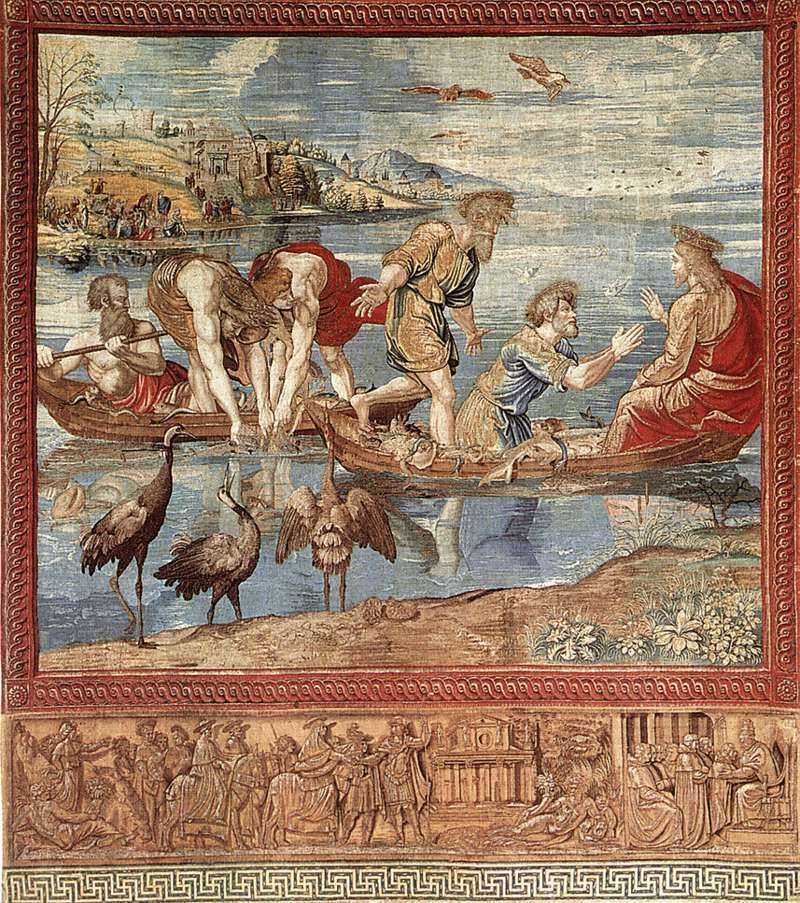
L'arazzo tratto dal cartone

La Pesca miracolosa è un dipinto a tempera su carta (360x400 cm) di Raffaello Sanzio, databile al 1515-1516 e conservato nel Victoria and Albert Museum di Londra. Fa parte dei cartoni per gli arazzi della Cappella Sistina.

## Storia
Leone X incaricò Raffaello di realizzare dei cartoni preparatori per una serie di arazzi da collocare nella Cappella Sistina, tra la fine del 1514 e l'inizio del 1515. I cartoni vennero inviati a Bruxelles e trasformati in arazzi nella bottega di Pieter van Aelst. Giunsero a Roma entro il 1519, venendo esposti (sette su dieci) durante la solennità di santo Stefano (26 dicembre) di quell'anno. Gli altri tre dovettero pervenire immediatamente dopo. I cartoni erano destinati a decorare il registro più basso delle pareti (quello coi finti tendaggi), nella zona separata dalla transenna marmorea destinata al papa e ai religiosi; erano utilizzati nelle solenni festività e si leggevano, come le storie soprastanti, dalla parete dell'altare verso il lato opposto.
I cartoni, tagliati a pezzi per la tessitura, rimasero presso l'arazziere che ne trasse diverse altre copie e, secondo le consuetudini dell'epoca, li prestò forse anche ad altre botteghe. Serie ritessute si trovano a Berlino, Vienna, Madrid, Mantova, Loreto, ecc.
Vennero poi acquistati a Genova nel 1623, per la manifattura di Mortlake per conto del principe ereditario inglese, il futuro Carlo I. Dopo la morte del re, alla vendita dei beni della corona, i cartoni furono acquistati da Cromwell, che li fece tenere in casse nella Banqueting House di Whitehall. Dopo la Restaurazione tornarono in possesso dei reali: Carlo II tentò di venderli alla manifattura dei Gobelins, ma venne bloccato dai ministri.
A fine del XVII secolo vennero ricomposti, incollati su tela e restaurati da William Cooke, su incarico di Guglielmo III, desideroso di esporli. Fece infatti realizzare un'apposita galleria a Hampton Court, dove restarono fino al 1913. Spostati a Buckingham House e poi in altre sedi, vennero infine destinati al nascente museo dall Regina Vittoria, nel 1865.

## Descrizione e stile
Il cartone riflette specularmente la scena dell'arazzo, per la tecnica a basso liccio in cui i modelli sono tenuti sotto l'ordito, che poi viene rovesciato.
La scena si ispira a un passo del Vangelo di Luca (V, 4 e ss.) ed è quasi interamente riferita alla mano del maestro. La scena va letta da destra, dove gli apostoli, legando gesti e sguardi, conducono l'occhio dello spettatore verso la figure di Cristo. Tutto è ambientato in un vasto e luminoso paesaggio, con fini notazioni naturalistiche: il paese in riva al lago, i pesci vividi nelle barche dei pescatori, la flora e la fauna lacustre, soprattutto i tre aironi in primo piano.
Raffaello, consapevole del confronto con Michelangelo in Cappella, impostò i disegni con un crescendo drammatico, dove le figure prevalgono sul paesaggio e sull'architettura di sfondo, contrapponendosi in gruppi o in personaggi isolati, per facilitare la lettura delle azioni. Gli schemi sono dunque semplificati e  i gesti e la mimica dei personaggi enfatizzati, per renderli più eloquenti e "universali". A differenza di Michelangelo però la monumentalità non deriva dal tormento plastico delle figure, ma da equilibri accuratamente studiati, che bilanciano la composizione e i sussulti spirituali dei protagonisti, nonostante le volute asimmetrie.
L'uso della tempera, in tonalità chiare, andò incontro alla ristretta gamma a disposizione degli arazzieri, così come sono un adattamento allo scopo le grandi masse di luci ed ombre. Nonostante la sorveglianza di Bernard van Orley, affinché i modelli venissero rispettati fedelmente, gli arazzieri alterarono inevitabilmente le composizioni, indurendo i lineamenti delle figure e i paesaggi, nonché aggiungendo l'oro e vari arricchimenti ornamentali.